# Marco De Luca
Marco De Luca (* 12. Mai 1981 in Rom) ist ein italienischer Geher und Spezialist über die 50-km-Distanz.
Bei den Weltmeisterschaften 2005 in Helsinki kam er auf den 13. Rang. Im Jahr darauf wurde er Siebter bei den Europameisterschaften in Göteborg, und bei den Olympischen Spielen 2008 in Peking kam er auf Rang 19. ins Ziel.
Einem achten Platz bei den Weltmeisterschaften 2009 in Berlin folgte ein sechster bei den Europameisterschaften 2010 in Barcelona.
Von 2006 bis 2009 wurde er italienischer Meister über die 50-km-Distanz.
Marco De Luca ist 1,88 m groß und wiegt 69 kg. Er wird von Patrizio Parcesepe trainiert und startet für Fiamme Gialle.

## Persönliche Bestzeiten
- 20 km Gehen: 1:22:38 h, 14. März 2010, Lugano
- 50 km Gehen: 3:46:31 h, 21. August 2009, Berlin